# Michał (Filimon)
Michał, imię świeckie Maricel Filimon (ur. 25 stycznia 1964 w Matca) – duchowny Rumuńskiego Kościoła Prawosławnego, od 2008 biskup Australii i Nowej Zelandii. 

## Życiorys
Święcenia diakonatu przyjął 18 kwietnia 1987, a prezbiteratu 11 września 1988. Chirotonię biskupią otrzymał 2 maja 2008.